# Carolus Segaar

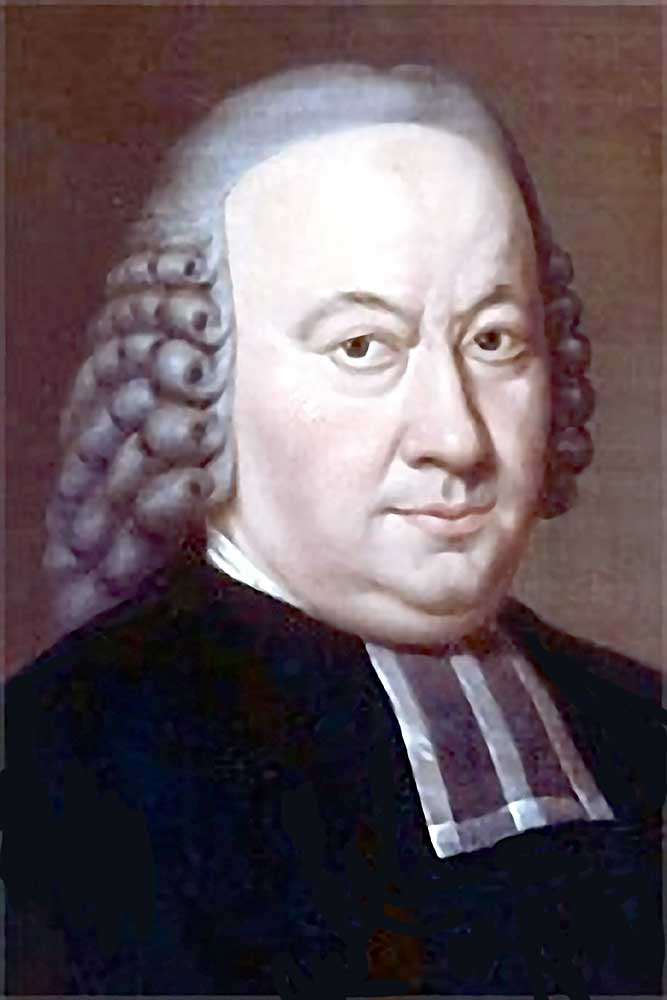
Carolus Segaar

Carolus Segaar (auch: Karl Segaar; * 26. Januar 1724 in Leiden; † 22. Dezember 1803 in Utrecht) war ein niederländischer Philologe und reformierter Theologe.

## Leben
Segaars Vater stammte aus einem altehrwürdigen Geschlecht in Emden und seine Mutter hieß Tenna Elydia Heykens. Im Alter von 18 Jahren hatte er sich am 13. September 1741 an der Universität Leiden immatrikuliert und dort 1746 eine Abhandlung de precibus Christi in Gethsemane (Leiden 1746. 2 part.) verteidigt. Nachdem er dort auch als Proponent aufgetreten war, ging er 1747 als Pfarrer nach Benthuizen und wurde zum Doktor der Theologie promoviert. Er wechselte 1749 in gleicher Eigenschaft nach Goes, im November 1752 nach Groningen und war 1759 Pfarrer in Utrecht geworden.
Hier beriefen ihn die Kuratoren der Utrechter Hochschule am 28. Juli 1766 zum Professor der griechischen Sprache an die theologische Fakultät, welches Amt er am 25. September 1766 mit der Rede de egregiis fructibus, qui ex adsidua auctorum Graecorum lectione ad oraculorum divinorum interpretem redundant antrat. Am 27. Dezember 1780 erhielt er zudem den Lehrstuhl für neues Testament und erhielt am 11. Juni 1788 von der theologischen Fakultät die Doktorwürde honoris causa. Die Professur für Neues Testament legte er im April 1799 nieder, bekleidete aber bis zu seiner Emeritierung am 24. Oktober 1803 den Lehrstuhl für griechische Sprache weiter.
In seiner Eigenschaft als Utrechter Hochschullehrer beteiligte er sich in den Jahren 1771/72 und 1784/85 als Rektor der Alma Mater auch an den organisatorischen Aufgaben. Segaar war einer der besten Bibelausleger seiner Zeit. Er setzte sich mit Werken von Hugo Grotius und Ludwig Kaspar Valkenaer (1715–1785) auseinander. 1786 wurde er Mitglied der Niederländischen Gesellschaft der Wissenschaften in Haarlem und 1794 Mitglied der Batavanischen Gesellschaft für experimentelle Philosophie in Rotterdam.
Aus seiner Ehe sind der Pfarrer in Rynzaterwoude Jacobus Segaar und die Tochter Elizabeth Maria Segaar bekannt.

## Werke
- De egregiis fructibus, qui ex assidua Auctorum Graecorum lectione ad oraculorum divinorum interpretem redundant. Utrecht 1766.
- Epistola critica ad virum cel. Lud. Casp. Valckenaerum, complectentem collationem M.S. Etymologici Trajectini cum Ammonio et cum Etymologico M. quod ad excerpta, quae habet ex Dictionario Ecclesiastico. Utrecht 1766
- Observationes phil. et theol. in Euangelii Lucae Caput XI priora. Utrecht 1766 (Online)
- De prophetie van Daniel met aanteekeningen. 1775.
- Daniel, secundum LXX en tetrapl. Orig. Utrecht 1775.
- Oratio de Hugone Grotio, illustri humanorum et divinorum Novi Foederis scriptorum interprete. Utrecht 1788 (mehrfach von anderen Personen neu überarbeitet und aufgelegt)